# Olympische Jugend-Sommerspiele 2010/Teilnehmer (Marokko)
| Gelbes Symbol für Goldmedaillen mit stilisierten Olympischen Ringen | Graues Symbol für Silbermedaillen mit stilisierten Olympischen Ringen | Braundes Symbol für Bronzemedaillen mit stilisierten Olympischen Ringen |
| ------------------------------------------------------------------- | --------------------------------------------------------------------- | ----------------------------------------------------------------------- |
| —                                                                   | —                                                                     | 1                                                                       |

Die Jugend-Olympiamannschaft aus Marokko für die I. Olympischen Jugend-Sommerspiele vom 14. bis 26. August 2010 in Singapur bestand aus sieben Athleten.

## Medaillengewinner
Mit einer gewonnenen Bronzemedaille belegte das Team Marokkos Platz 85 im Medaillenspiegel.

### Bronze
- Hicham Al-Siguéni, Leichtathletik: 3000 Meter

## Athleten nach Sportarten

### Leichtathletik
| Mädchen - Manal El-Behraoui 1000 m: 18. Platz - Ouafa Tijani 2000 m Hindernislauf: 9. Platz | Jungen - Abdelhadi Labali 1000 m: AC - Hicham Al-Siguéni 3000 m: Bronze - Younes Kabil Diskuss: 14. Platz |

### Schwimmen
Jungen
- Bilal Achalhi
100 m Rücken: 27. Platz
200 m Rücken: AC

### Kanu
Mädchen
- Kawtar Rimi
Slalom: 22. Platz
Sprint: AC